# Хорн, Виви
Луиза Вивека (Виви) Анна Карлотта Хорн, урождённая Анкаркрона (швед. Louise Viveka (Vivi) Anna Charlotta Horn; 20 октября 1877, Нючёпинг — 10 марта 1971, Стокгольм) — шведская писательница, известная как автор ряда биографий.

## Биография и творчество
Вивека Анкаркрона родилась в 1877 году в Нючёпинге. Её родителями были полковник Карл Вильгельм Эмануэль Анкаркрона, полковник, и его жена Анна Катарина Вильгельмина Кнёс. Окончив школу для девочек, Вивека отправилась в Англию для изучения английского языка. В 1903 году она вышла замуж за подполковника Кристера Хорна аф Рантциен.
В 1810-х годах Виви Хорн опубликовала три сборника сказок, источником вдохновения которых послужили как истории её собственной бабушки, так и произведения Ханса Кристиана Андерсена. В этих сказках — добрых, светлых и трогательных — изображён мир цветов, животных, маленьких детей, ангелов и эльфов. В 1914 году вышел (под псевдонимом Вера Вероника) единственный роман писательницы, «Skilsmässan», действие которого происходит в Лондоне и в котором присутствуют автобиографические мотивы.
Интерес Виви Хорн к жанру биографии возник под влиянием рассказов её матери о поэтессе Текле Кнёс, которая приходилась двоюродной сестрой дедушке Вивеки. В 1921 году она написала о Текле Кнёс книгу «De små Knösarna. Ett romantiskt uppsalahem» и посвятила её своей матери. С другой стороны, такие произведения, как «Herrarna till Runsa» (1928) и «De sista Sturarne» (1931) основаны на истории семьи со стороны отца, в том числе на найденных в его имении письмах. В последующих своих произведениях она также использовала материалы из семейного архива.
В 1938 году вышла её книга «Den sturske Montgomery. Kvinnotjusare, kungagunstling, statsfånge», представляющая собой биографию Роберта Монтгомери, отца Маллы Сильверстольпе. В 1940 году Виви Хорн издала романтизированную биографию Йенни Линд, «På sångens vingar», а в 1942 году — Эмилии Хёгквист, «En fjärilslek». В 1943 году она опубликовала «Du lyckliga tid» — историю собственной жизни, а в 1950 году — биографию Эмилии Флюгаре-Карлен, «Flickan från Strömstad». Последним её произведением стала книга «Roslagstull», посвящённая той части Стокгольма, где писательница жила с 1930 года.
Виви Хорн умерла в 1971 году в Стокгольме.